# Farces et attrapes

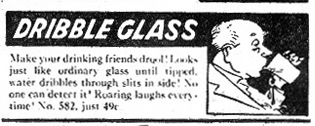
« Make your drinking friends drool! » (Faites « baver » vos amis buveurs !). Publicité américaine de 1948 pour le verre baveur.

Les farces et attrapes (ou plus rarement farces-attrapes) sont des accessoires servant à faire des farces, c'est-à-dire à tromper, effrayer, ou à amuser une victime.

## Définition
Le CNRTL définit la « farce-attrape » comme un « objet destiné à tromper par une fausse apparence, objet servant à faire une farce. ».

## Présentation

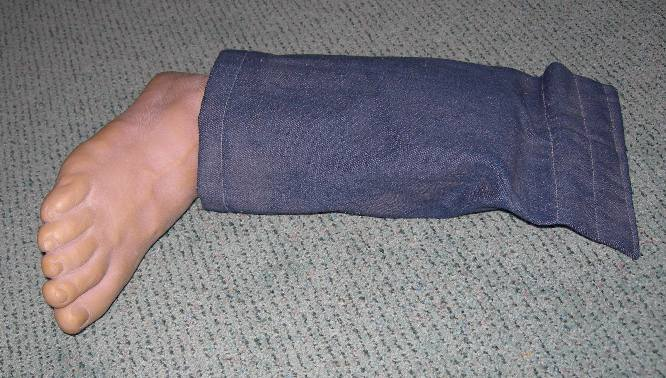
Fausse jambe

Il s'agit souvent d'imitations inoffensives d'objets dégoûtants (faux vomi, faux étron), salissants (fausse tache d'encre, faux vernis à ongles) ou terrifiants (fausses araignées, dents de vampire postiches). Dans d'autres cas, il s'agit d'objets innocents détournés de leur fonction initiale (coussin péteur et sifflet péteur, verre baveur, diable en boîte, chewing gum électrique, cigare explosif, boîte sauteuse).
Certains de ces accessoires sont véritablement incommodants (boule puante, poil à gratter, poudre à éternuer, fluide glacial, bonbon au poivre ou bonbon à l'ail). Enfin, il peut s'agir d'objets simplement étonnants (boîte à meuh, boîte à rire ou sac à rire, boîte à prout), d'éléments de déguisement (masque, perruque, lunettes Groucho).
Ces accessoires sont fréquemment vendus en magasin spécialisé (magasin de farces et attrapes, magasin d'accessoires de magie), vendus en supermarché ou vendus sur Internet.
On les emploie plus particulièrement en société et lors de fêtes, mais on peut aussi les voir dans la vie de tous les jours, utilisés comme jouets par les enfants ou entre collaborateurs adultes en environnement de travail.

## Dans la culture et les arts

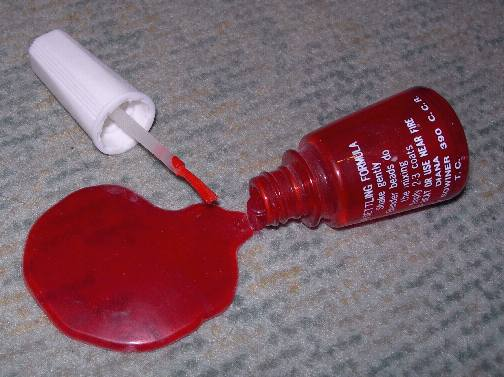
Fausse tache (en plastique) de vernis à ongles dont le seul but est de faire une farce.

- Le 10e album de Quick et Flupke, paru en septembre 1989 chez Casterman se dénomme Farces et attrapes[2].
- Le recueil de l'artiste Paul-André Sagel, publié en 2015, se dénomme Farces et attrapes  (ISBN 978-2-368-68260-9)
- Dans le film franco-germano-norvégio-suédois écrit et réalisé par Roy Andersson, sorti en 2014, Un pigeon perché sur une branche philosophait sur l'existence, les deux personnages principaux, Sam et Jonathan sont marchands ambulants de farces et attrapes.